# Guruji
Guruji est un moteur de recherche indien disponible en plusieurs langues : hindi, tamil, anglais, etc.
Guruji.com a été fondée en 2006 par une équipe expérimentée et est basée à Bangalore, en Inde. Le fondateur de premier plan de cette entreprise a voulu créer un site web bien équilibré qui serait fortement impliqué dans les technologies connexes et de produire des portfolio couvrant Web de recherche, recherche verticale et annonces mobiles et optimisation.
Guruji était le premier moteur de recherche fondée sur delevelop et d'élargir fortement en Inde, et a été conçu pour rendre une interface beaucoup plus facile qui serait plus attrayante, mais serait d'attirer plus de clients en raison de sa bien établi moteur de recherche que les fournisseurs de renseignements exacts rapidement.
Les programmeurs et personnel de ce site sont des diplômés qualifiés provenant d'instituts de l'Inde le premier comme les IIT, les IIM, IISc, IIITs et autres travaux de génie haut et collèges de gestion.
Ils ont un lecteur et un uraniste d'apprendre à être en mesure d'améliorer ce site web et vraiment apporter son plein potentiel à l'avant, et attirent des millions chaque jour.